# Илюзията се вози на трамвай
„Илюзията се вози на трамвай“ (на испански: La ilusión viaja en tranvía) е мексиканска комедия от 1954 година на режисьора Луис Бунюел.
Сценарият на Луис Алкориса разказва за ватман и кондуктор, които в пияно състояние отвличат трамвай и в продължение на един ден пътуват с него в различни части на град Мексико. Главните роли се изпълняват от Карлос Наваро, Фернандо Сото, Лилия Прадо.